# Hemiandra
Hemiandra  é um gênero botânico da família Lamiaceae, encontrado na Austrália.

## Espécies
| - Hemiandra brevifolia - Hemiandra candidissima - Hemiandra coccinea - Hemiandra emarginata - Hemiandra gardneri - Hemiandra glabra - Hemiandra hirsuta - Hemiandra incana | - Hemiandra juniperina - Hemiandra leiantha - Hemiandra linearis - Hemiandra longifolia - Hemiandra pungens - Hemiandra rubriflora - Hemiandra rupestris - Hemiandra rutilans |

## Nome e referências
Hemiandra R. Brown, 1810